# Martin Baltscheit
Martin Baltscheit (Düsseldorf, 16 settembre 1965) è uno scrittore e illustratore tedesco.

## Biografia
Martin Baltscheit, nato nel 1965 a Düsseldorf, ha studiato design della comunicazione presso la Folkwang Universität der Künste di Essen. Tra il 1986 e il 1992 è stato membro del teatro Junges Ensemble Düsseldorf. Dopo una carriera come fumettista, ha iniziato a scrivere e illustrare libri per bambini, ha scritto radiodrammi, spettacoli teatrali e cartoni animati. Per la Westdeutscher Rundfunk, ha lavorato come presentatore e autore di un programma per bambini intitolato Bärenbude. Dal 1997 lavora anche come speaker di audiolibri, radiodrammi e spot pubblicitari.
Martin Baltscheit vive a Düsseldorf.

## Opere
- 1994: Lotte und Leo
- 1996: Paul trennt sich
- 1997: Kurz der Kicker
- 1998: Der Neue
- 2004: Der kleine Herr Paul
- 2005: Der kleine Herr Paul im Schnee
- 2005: Da hast du aber Glück gehabt!: kleine Teufelei
- 2005: Ich bin für mich: der Wahlkampf der Tiere
- 2007: Zarah: Du hast doch keine Angst, oder? con Zoran Drvenkar
- 2007: Major Dux oder der Tag, an dem die Musik verboten wurde!
- 2007: Hauptsache, es wird kein Hund: eine Geschichte (illustrazioni di Katja Kamm)
- 2007: Was ist eigentlich ein Tulipan?
- 2007: Die Belagerung: eine Erzählung
- 2008: Der Sonnenwecker
- 2008: Frankie unsichtbar
- 2008: La storia del leone che non sapeva scrivere (Die Geschichte vom Löwen, der nicht schreiben konnte) ISBN 9788882793852
- 2009: Jasmin Behringer: Ich und die Kanzlerin
- 2010: Es waren einmal zwei wirklich dumme Gänse in einem brennenden Haus, Tulipan Verlag, Berlino 2010, ISBN 978-3-939944-45-4.
- 2010: Akkuratus² – Schneeekugel und Kakao, con illustrazioni di Ulf K.; Klett Kinderbuch, Lipsia 2010, ISBN 978-3-941411272.
- 2010: Die Geschichte vom Fuchs, der den Verstand verlor (2010); Bloomsbury Kinderbücher & Jugendbücher, Berlino 2010, ISBN 978-3-8270-5397-8.
- 2011: Was soll ich da erst sagen?, disegni di Antje Drescher: Bajazzo-Verlag, Zurigo 2011, ISBN 978-3-905871-29-6.
- 2012: Zoran Drvenkar: Die Kurzhosengang und das Totem von Okkerville
- 2013: Oliver Scherz: Ben
- 2014: Oliver Scherz: Wir sind nachher wieder da, wir müssen kurz nach Afrika

## Premi
- 2001: Förderpreis für Literatur der Landeshauptstadt Düsseldorf[1]
- 2008: Rattenfänger-Literaturpreis, con Zoran Drvenkar per il libro Zarah: Du hast doch keine Angst, oder?
- 2009: Kinderbuchpreis des Landes Nordrhein-Westfalen per il libro Felline, Professor Paul und der Chemiebaukasten
- 2010: Deutscher Jugendtheaterpreis per il testo teatrale Die besseren Wälder
- 2011: Silberne Feder per Die Geschichte vom Fuchs, der den Verstand verlor
- 2011: Deutscher Jugendliteraturpreis per Die Geschichte vom Fuchs, der den Verstand verlor
- 2012: Rheinischer Literaturpreis Siegburg per Die Geschichte vom Fuchs, der den Verstand verlor[2]